# Cercle de culture
Ne doit pas être confondu avec culture en rond.

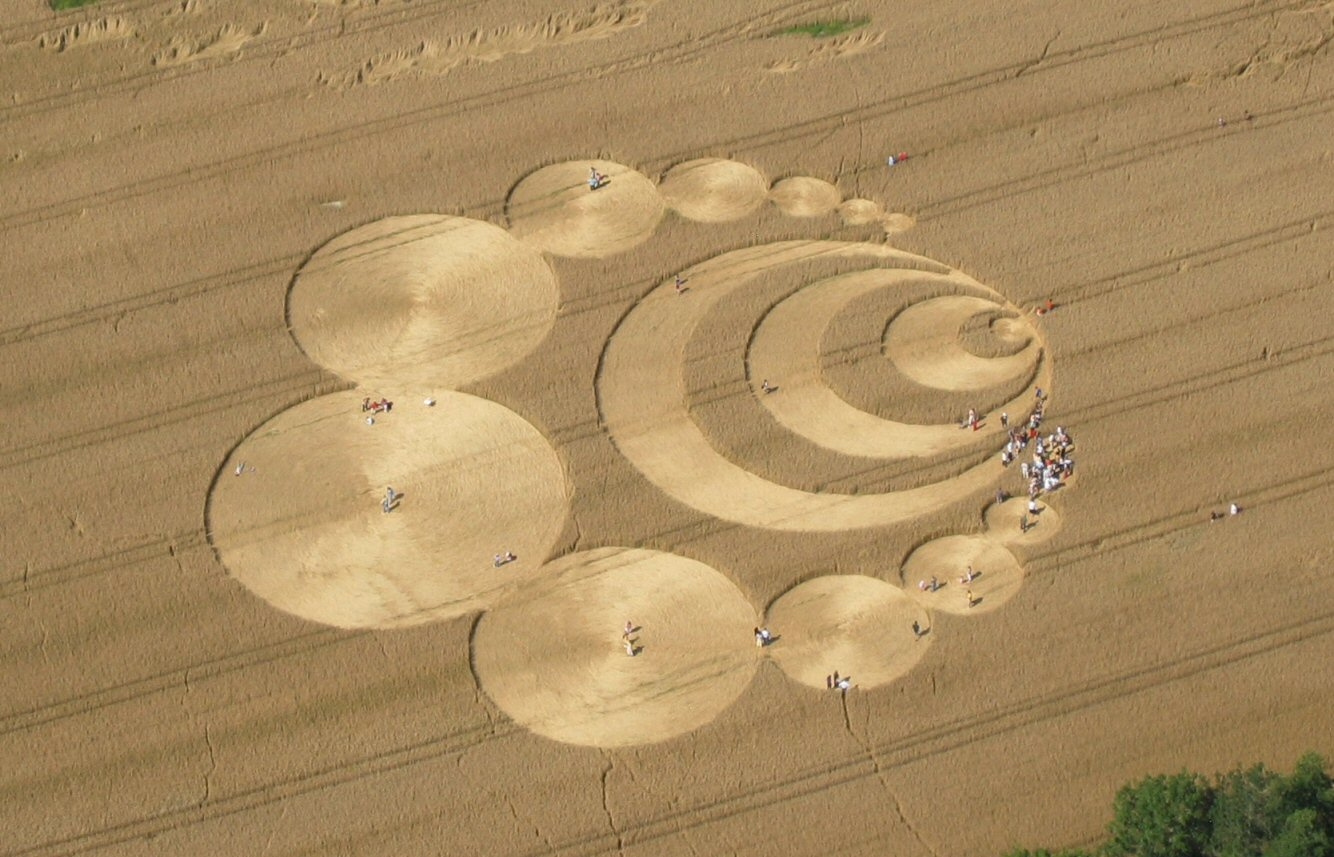
Agroglyphe en Suisse.

Un cercle de culture (traduction de la dénomination anglaise « crop circle »), ou parfois « agrogramme » ou « agroglyphe », est un vaste motif ou ensemble de motifs géométriques créés dans un champ de céréales (généralement de blé) par courbure et couchage des épis. Apparus dans les pays anglo-saxons (Australie, Canada et Angleterre) dans la seconde moitié des années 1960, ils se sont développés et complexifiés à partir des années 1980. Visibles depuis le ciel, ces réalisations peuvent aller d'un simple cercle de quelques mètres de diamètre à des compositions de plusieurs hectares comportant de nombreuses figures disposées géométriquement.
Bien que l'origine humaine des agroglyphes apparus dans la campagne anglaise soit maintenant reconnue et que les approches scientifiques et sceptiques aient dissipé leur mystère, ces productions ne sont pas systématiquement revendiquées par leurs auteurs. Aussi divers amateurs de phénomènes paranormaux continuent-ils d'avancer des explications alternatives non étayées : phénomènes naturels inconnus, manifestations ufologiques ou manifestations ésotériques.

## Étymologie
L'expression « cercle de culture » est une traduction directe de la locution anglaise crop circle (inventée par l'ingénieur britannique Colin Andrews (en) à la fin des années 1970,). On rencontre aussi mais moins souvent la traduction « cercle de récolte ». « Agroglyphe », quant à lui, est un néologisme savant issu de agro- et de glyphe (littéralement « représentation graphique dans l'agriculture »). L'étude de la formation de motifs géométriques dans les champs est la « céréologie » et les personnes étudiant ce sujet sont des « céréologues ».[réf. nécessaire]

## Historique

### La fable du «diable faucheur»

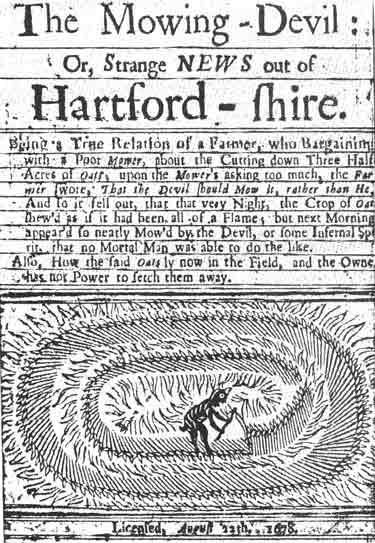
Représentation symbolique d'un « diable faucheur » dans une gazette anglaise du XVIIe siècle.

Des céréologues présentent comme étant l'ancêtre des cercles de culture la gravure d'un « diable faucheur » (Mowing-Devil (en)), occupé à faucher une aire en forme d'anneau dans un champ d'avoine, figurant dans une gazette de 1678,. Le texte d'accompagnement dit que le fermier, irrité par la rémunération excessive demandée par son faucheur pour accomplir son travail, jura qu'il préfèrerait que ce soit le diable lui-même qui s'en charge. Dans la nuit, le champ fut pris dans des flammes et le lendemain matin on retrouva l'avoine parfaitement fauchée. Cependant, dans la mesure où l'avoine est non pas couchée mais fauchée et que c'est la totalité du champ qui est concernée et non une zone de celui-ci, on ne saurait voir dans cette gravure un ancêtre du cercle de culture.

### Premiers cercles de culture
Selon Peter Jan Margry (nl) et Herman Roodenburg, les folkloristes sont muets sur la formation de cercles de culture au XIXe siècle et dans la première moitié du XXe siècle, ce qui indique qu'on a probablement affaire à un phénomène contemporain récent.
Les premiers cercles de culture imprimés dans la végétation furent observés à la fin des années 1960 dans des pays anglo-saxons : en Australie, au Canada et en Angleterre.
Le 19 janvier 1966, George Pedlez, propriétaire d'une plantation en Australie, près de la ville de Tully, prétend avoir été témoin du décollage d'un aéronef qui se serait posé dans un marécage. On découvre dans les roseaux ce qu'on qualifie à l'époque du nom de saucer's nest (« nid de soucoupe »), un aplatissement des végétaux de manière circulaire. D'autres nids de soucoupe sont découverts par la suite dans le voisinage,.
Au Canada, un fermier de Duhamel, Alberta, découvre des cercles de culture le 5 août 1967. Dans les semaines précédentes, plusieurs personnes avaient déclaré avoir vu des ovnis. Le rapport d'enquête conclut qu'il n'y avait pas de signe évident d'intervention humaine ni de trace d'activité chimique ni de radioactivité.

### Confession de Doug Bower et Dave Chorley
À partir de 1978, d'autres cercles apparaissent dans le sud de l'Angleterre, en Hampshire, Wiltshire et dans les contrées avoisinantes. Leurs auteurs : deux peintres paysagistes anglais, Doug Bower et Dave Chorley, qui avouèrent, en 1991, les avoir exécutés par plaisanterie. Se déplaçant de nuit sans être vus dans le sud de l'Angleterre, ils avaient tracé de 25 à 30 cercles à chaque époque où les blés lèvent. Un des auteurs, Doug Bower, d'origine australienne, s'était inspiré des « nids de soucoupe » (saucer nests) tracés à l'aide d'un tracteur par des agriculteurs australiens pour faire croire à l'atterrissage de soucoupes volantes comme dans le cas de l'observation de Tully, dans le Queensland, le 19 janvier 1966. C'est seulement à partir de 1981 que les créations de Bower et Chorley attirèrent l'attention des médias et qu'elles furent attribuées à des extraterrestres,.
Au fil du temps, à mesure que le nombre des cercles de culture croît, les motifs deviennent de plus en plus complexes : alors que les premiers agroglyphes étaient de simples disques, certains de ceux apparus dans les années 1990 et 2000 sont de plus en plus élaborés et complexes. Les agroglyphes se répandent dans plusieurs régions du monde.

## Recensement
Les statistiques sur les cercles de culture divergent parfois beaucoup d'une étude à l'autre. Entre 170 et 250 agroglyphes sont recensés chaque année dans le monde, dont une soixantaine au Royaume-Uni et 90 % en Europe. Les bases de données recensent de 2500 à 7000 occurrences en tout.
La plupart d'entre eux apparaissent entre juin et août, principalement dans des champs de blé, mais aussi dans l'herbe, le maïs et plus rarement dans d'autres cultures.
Une étude suggère qu'ils sont de préférence créés à proximité des routes, près de zones d'habitation moyennes à denses, et systématiquement dans des zones faciles d'accès.

## Origine des cercles de culture

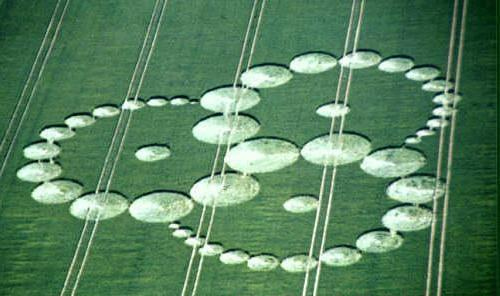
Agroglyphe.

L'explication généralement admise est que les agroglyphes sont des créations humaines, soit relevant du canular, soit similaires aux créations du land art ou encore aux graffitis dans un milieu urbain.

### Construction
La très grande majorité des figures sont constituées de lignes droites et d'arcs de cercles (lunules, spirales, etc.) : un décamètre de longueur suffisante et une « planche à foulage », planche en bois d'un à deux mètres de long aux extrémités reliées par une corde, suffisent ainsi à les réaliser,.
Des agroplyphes relativement complexes n'exigent pas de dextérité ou d'expérience particulière. Une équipe de trois ou quatre personnes peut ainsi construire une figure en quelques heures : le plan dessiné à la main sur une feuille de papier, l'équipe intervient la nuit, à la lueur des étoiles et de la Lune,. L’œil humain, une fois accoutumé à l'obscurité, voit suffisamment loin pour se repérer.
Selon Andy Russel, les créateurs de crop circles revendiqueraient rarement leur création par peur des sanctions pénales. Ils auraient néanmoins le sentiment d'être lésés en raison des bénéfices que feraient les céréologues sur leurs œuvres.

### Cas avérés de canulars
La création des agroglyphes réalisés à partir de 1978 a été revendiquée par deux fermiers anglais, Doug Bower et Dave Chorley, dans la région d'Avebury dans le district de Marlborough. Ils expliquèrent plus tard leur intention de faire une plaisanterie, inspirée par les « saucer's nests » d'Australie en 1966.

### Expérience du spécialiste d'effets spéciaux André Pierdel (1990)
En 1990, le spécialiste d'effets spéciaux André Pierdel est contacté par un groupe de chercheurs composé de sociologues et d'enquêteurs-ufologues du VECA (Voyage d'étude des cercles anglais) qui s'intéressent aux crop circles. Souhaitant vérifier la faisabilité de ces cercles de culture par une personne qui serait adroite et facétieuse, ces ufologues proposent à Pierdel d'exécuter une figure dans un champ de blé beauceron. Pierdel accepte de relever le défi en fonction du cahier des charges qui lui est remis. En juin 1990, à Verdes (Loir-et-Cher), avec deux aides (dont le propriétaire du champ), il réalise une figure (parmi les plus complexes recensées à l'époque) appelée « quintuplet », de 70 m d'envergure, composée d'un cercle central de 40 m de diamètre, de deux anneaux concentriques et de quatre satellites. Il s'acquitte de sa tâche en deux heures pile, en respectant scrupuleusement le cahier des charges. Sa prestation sera dévoilée au public en novembre 1990, dans un dossier de la revue Science & Vie (n° 878) consacré aux cercles de culture et aux conclusions de l'équipe VECA90, signé de Thierry Pinvidic et intitulé « L'histoire folle des ronds dans le blé ».

### Expérience en aveugle de vidéastes français (2018)

Motif de l'agroglyphe de Sarraltroff.

Le 9 juin 2018, à Sarraltroff (Moselle), un groupe de youtubeurs
français (dont Thomas C. Durand, Christophe Michel et Defakator) dirigé par le vidéaste Arnaud Thiry, réalise une expérience pour éprouver la fiabilité des différentes méthodes tentant de déterminer l'origine des agroglyphes. Le groupe crée un cercle de culture, dont la fabrication est filmée afin de prouver son origine humaine. En aveugle, les tenants de l'hypothèse extraterrestre authentifient le cercle de culture comme d'origine extraterrestre, ce qui amène à la conclusion que leurs méthodes sont pseudo-scientifiques. À l'inverse, l'expérience met en évidence la pertinence de la méthode proposée par le rapport du groupe VECA et le traitement sans critique ni mise en perspective du sujet par la presse,.
Une expérience semblable avait déjà été menée en 2007, de nuit, sans éclairage, avec des outils (comme des cordes et des planches), à l'initiative d'une équipe de journalistes. Le faiseur de cercles John Lundberg y témoigne : « Pour nous en tant qu'artistes, une œuvre est d'autant plus réussie qu'elle génère des débats autour de son origine. [...] Ce qui continue à m'intéresser dans les cercles, au-delà du défi technique, c'est le plaisir de savourer les histoires et la mythologie autour de ces créations ». Les anomalies physiologiques alléguées des épis de blé ont été jugées normales par les agronomes et biologistes consultés.

### Cercles de culture dessinés dans un but artistique
Il existe plusieurs groupes artistiques créant des agroglyphes et apportant la preuve qu'ils en sont bien les auteurs ainsi que des explications sur la manière dont ils ont fabriqué ces agroglyphes. C'est le cas notamment du Circlemakers arts collective, un collectif fondé par John Lundberg (en) dans les années 1990 et qui, en mars 1998, réalisa, de nuit, en quatre heures de temps, un agroglyphe complexe dont le dessin intégrait des éléments renvoyant à des cercles de culture ayant marqué l'histoire de la spécialité. Filmée par NBC en Nouvelle-Zélande pour une émission intitulée « Unmasked: The Secrets of Deception » (« Démasqué : les secrets d'une supercherie »), l'opération fut regardée au mois de mai par 25 millions de téléspectateurs aux États-Unis, avant d'être diffusée, dans les semaines suivantes, dans le reste du monde.

### Cercles de culture à vocation publicitaire
Des médias, des sociétés, à grand renfort de publicité, ont fait réaliser à leur compte des agroglyphes ou autres motifs :
- en 2006 l’Oregon State University Linux Users Group élabora dans un champ de maïs de l'Oregon un cercle de culture, de 70 mètres de diamètre environ, représentant le logo du navigateur Web Firefox à l'occasion de son cinquante millionième téléchargement[30] ;

- les agroglyphes réalisés en 2007 par la société Distrimix en bordure de l'autoroute A6, entre Joigny et Auxerre, avaient un but publicitaire, car le message textuel, associé à un logo, dépeint une marque d'une manière plus originale qu'un panneau publicitaire classique et attire, de ce fait, plus facilement le regard[31] ;

- le quotidien The Sun commanda un agroglyphe circulaire géant faisant la publicité des Jeux olympiques de Londres 2012 et décoré des cinq anneaux entrelacés traditionnels, le piquant de cette pub étant d'avoir été réalisée sur le sol français, en plein jour, par une équipe de six « faiseurs de cercles » britanniques. Durée de la réalisation : sept heures, puis retour à Londres avant le coucher du soleil[32] ;

- fin 2013 la société Nvidia fait réaliser, dans la vallée de la Salinas en Californie, un agroglyphe d’une centaine de mètres de diamètre représentant son nouveau microprocesseur Tegra K1[33] ;

- en août 2016 la société Mothership Glass fait réaliser dans le Wiltshire un agroglyphe d'une centaine de mètres de diamètre représentant son logo[34].

## Explications alternatives
Les circonstances dans lesquelles les agroglyphes apparaissent, leurs formes singulières et l'absence de revendication par leurs créateurs ont suscité des interprétations attribuant leurs origines à des causes naturelles ou surnaturelles. Les personnes étudiant les agroglyphes dans cette optique sont appelées « céréologues ».

### Phénomène naturel

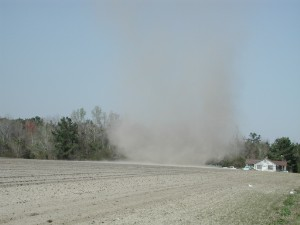
Un tourbillon de vent dans un champ cultivé.

Plusieurs théories ont été émises attribuant aux agroglyphes une origine naturelle : tourbillons de vent, "foudre en boule", "vortex de plasma"," champs magnétiques", etc. Cependant ces hypothèses expliquent difficilement les agroglyphes complexes ayant des formes géométriques élaborées, circulaires ou elliptiques, parfois multiples et symétriques, ou des motifs radiaux ou angulaires, ou encore symétriques voire asymétriques.

### Boule de lumière et origine extraterrestre
La théorie alternative avancée par des amateurs est que les cercles de céréales auraient été causés par des boules de lumière, naturelles ou extraterrestres. Parmi ces amateurs, le BLT Research Team, Inc.,,,, dont le nom est constitué des initiales de ses trois initiateurs : John Burke (homme d'affaires new yorkais), W. C. Levengood (biophysicien autoproclamé) et Nancy Talbott (musicienne ayant travaillé à l'université du Maryland et au Harvard College) a acquis une certaine notoriété dans le domaine. Les membres de ce groupe disent rechercher les causes, naturelles inconnues ou autres, à l'origine de ces phénomènes et disent avoir découvert des isotopes radioactifs rares dans les agroglyphes, ils auraient aussi trouvé des modifications structurelles profondes dans les nœuds des plantes tressées (et non simplement couchées) qu'ils pensent provenir soit d'un « vortex de plasma » (phénomène naturel), soit d'un flux délibéré de deutérons (phénomène provoqué par une volonté humaine ou extraterrestre). Selon eux, de telles boules de lumières émettraient des micro-ondes qui réaliseraient la forme dans les blés. L'origine de ces boules n'est pas précisément définie. Dans un article de 1999, Levengood et Talbott prétendent que les blés ont été irradiés. E. H. Haselhoff (2001) propose dans la foulée un modèle physique explicatif. Leurs travaux, publiés dans deux revues à comité de lecture, le Journal of Scientific Exploration et Physiologia Plantarum, ont cependant été contestés, particulièrement sur le plan méthodologique, par le sceptique Joe Nickell dans son article Levengood's Crop-Circle Plant Research sur le site du Committee for Skeptical Inquiry. 

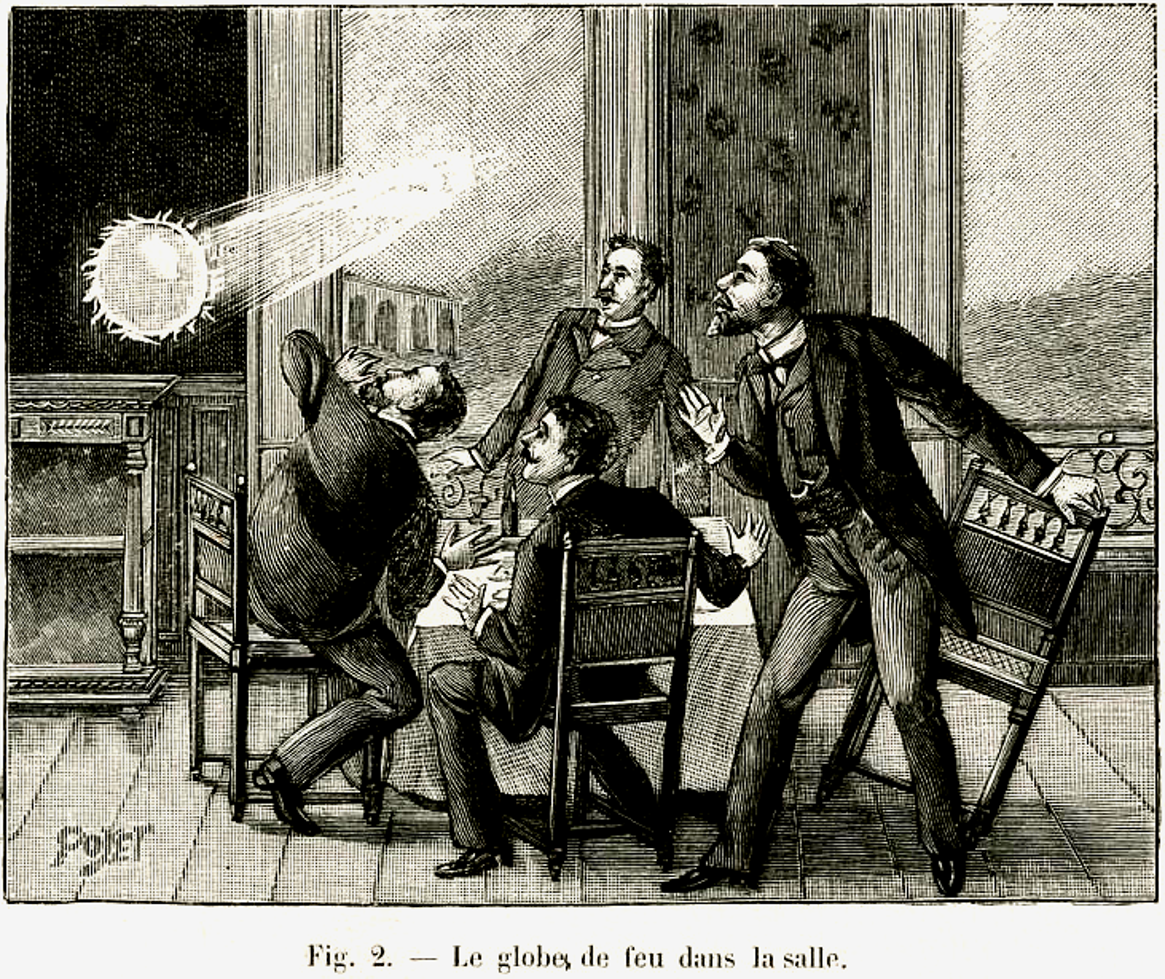
Une représentation du XIX d'une boule de lumière, probablement de la foudre globulaire.

 Selon lui, il n'y a pas d'indication que l'analyse ait été faite en double-aveugle et il semblerait que les laboratoires ne puissent pas distinguer les épis de blé qui proviennent des agroglyphes de ceux qui n'en proviennent pas, si on ne leur donne pas l'information avant toute analyse. De plus, le modèle de Haselhoff (2001), selon ses propres dires, n'explique pas comment les micro-ondes coucheraient les épis de blé ni comment ils traceraient la forme de l'agroglyphe dans le champ, mais seulement une possible différence de longueur entre les épis.
Certains scientifiques, plus prudents, se contentent d'étudier le phénomène sans prétendre en expliquer l'origine exacte. Le physicien néerlandais Eltjo H. Haselhoff, dans son ouvrage The Deepening Complexity of Crop Circles (litt. « La complexité croissante des cercles de culture », traduit par Les Cercles dans les blés), pense avoir apporté la preuve que certains cercles de culture, en raison de diverses particularités biologiques et physiques, ne pouvaient pas avoir été fabriqués de façon simple par des êtres humains (mystificateurs ou autres groupes utilisant des moyens rudimentaires tels que des planches et des cordes). Même s'il avance l'hypothèse de boules lumineuses pour expliquer des traces de radiations à caractère électromagnétique, il ne prétend pas pour autant connaître l'origine de ces boules. De son côté, le biophysicien américain William C. Levengood a effectué des expériences montrant des déformations anormales et, d'après lui, jusqu'à ce jour inexplicables, des nœuds des tiges de céréales situées à l'intérieur d'un grand nombre de cercles de culture.

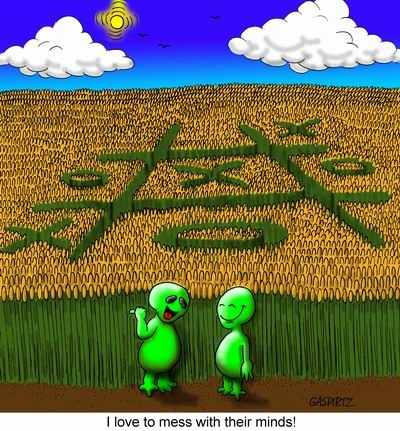
Dessin parodique de l'explication extraterrestre. L'extraterrestre de gauche dit : J'adore semer la confusion dans leur esprit !.

### Thèse spiritualiste et croyances parallèles
Pour l'architecte français Umberto Molinaro, les agroglyphes authentiques auraient des particularités, la conductivité des végétaux prélevés à l'intérieur des cercles différerait de celle des végétaux prélevés à l'extérieur des cercles. Il considère que ce phénomène serait l'œuvre de « forces spirituelles [qui] agissent donc pour aider les humains à s’éveiller. »
Molinaro a déclaré à propos du cercle de Sarraltroff : « Ce crop est tellement élaboré. Chaque cercle est lié aux autres par des rapports particuliers. C’est vivant, comme dans les cathédrales ou devant un menhir. Un humain n’aurait pas pu le faire » (alors que la vidéo de sa réalisation, de nuit par une équipe de sept amateurs en seulement 1 h 45, a été diffusée ensuite).
Selon le technicien en électricité Colin Andrews, auteur, en 1989, du livre Circular evidence et inventeur de l'expression « crop circle », 80 % des cercles seraient des œuvres artistiques humaines et les 20 % restants auraient une autre origine (nature, machine, animal, ovni, etc.). D'après lui, le phénomène annonce une période de chaos de l'humanité, période dont la survenue pourrait être empêchée par une évolution de la conscience humaine.

### Usage du GPS, de lasers et de micro-ondes
En 2010, l'ovnilogue français Jacques Vallée émet l'hypothèse selon laquelle les agroglyphes seraient réalisés au moyen de rayons à micro-ondes concentrés depuis un appareil militaire paérien.
Selon le physicien américain Richard Taylor, la réalisation des cercles de culture observés ces dernières années nécessiterait l'usage du  GPS, de lasers et de micro-ondes. La complexité des dessins donne à penser que les auteurs clandestins de ces cercles font appel désormais au système GPS pour couvrir une grande surface avec une précision absolue et, dans certains cas, aux micro-ondes produites par un magnétron (tube à vide dégageant une chaleur intense, utilisé dans l'électroménager) pour aplatir très rapidement une grande quantité de tiges. 
Le journaliste Alejandro Rojas, pour sa part, fait remarquer que si l'on a pu, à l'occasion, filmer des gens en train de faire un agroglyphe avec des cordes et des planches, par contre on n'a jamais attrapé qui que ce soit en train de véhiculer dans un champ un encombrant dispositif à micro-ondes fixé à un groupe électrogène.

## Dans la culture populaire

### Films
- 2002 : Signes, un film de science-fiction au sujet des agroglyphes, écrit et réalisé par M. Night Shyamalan, attribue aux extraterrestres la formation de motifs en cercles dans les champs de blé et autres céréales.
- 2003 : Scary Movie 3, parodie partielle de Signes.
- 2005 : Dans le film Chicken Little, des agroglyphes sont créés par des extraterrestres alors qu'ils poursuivent les héros à travers un champ de maïs.
- 2015 : Jupiter : Le Destin de l'univers, film écrit, coproduit et réalisé par Lana et Andy Wachowski. On y voit des extraterrestres repartir à bord de leur vaisseau en laissant un agroglyphe dans le champ de maïs d'où ils décollent.

### Séries télévisées
- Mystère, série télévisée de Didier Albert (2007), diffusée pendant l'été 2007 sur la chaine TF1.
- Roswell, série télévisée consacrée à un groupe d'extra-terrestres, montrant des agroglyphes dans son générique.
- Kaamelott, série télévisée diffusée sur M6, et notamment les épisodes Silbury Hill et Silbury Hill II. Dans le livre VI, lors du mariage de Arthur et Guenievre, on apprend que Perceval a été trouvé par  ses parents dans un cercle de culture.
- Dans l'épisode 17 de la saison 7 de la série X-Files : Aux frontières du réel, Mulder se lance dans l'étude des cercles de culture. L'intrigue de l'épisode, toutefois, n'est pas centrée sur cette étude.
- Dans la série télévisée policière Inspecteur Barnaby, le troisième épisode de la quatrième saison, Vendetta (Electric Vendetta), diffusé en septembre 2001, donne à voir plusieurs cercles de culture (qui se révèleront de fabrication humaine) et dans lesquels sont successivement retrouvées des personnes mortes électrocutées.
- Dans Gravity Falls, épisode 12 saison 2 Stanford Pines lit un livre sur les phénomènes paranormaux et on aperçoit rapidement les "Crop Circles of American Midwest".
- Dans NCIS : enquêtes spéciales episode 3 saison 2 une avion de la marine est trouvée dans un crop circle

### Musique
- La couverture de l'album Remasters de Led Zeppelin, sorti le 15 octobre 1990, contient un agroglyphe, célèbre pour avoir contribué à la popularisation des agroglyphes auprès du grand public.
- La chanson Crop Circles du rappeur Français Eden Dillinger.

### Jeux
- Les agroglyphes est une mini-extension du jeu Carcassonne.

### Bande dessinée
- Le Mystère des crop circles. Mon champ de recherche / scénario Julien Hervieux ; dessin Aimée de Jongh, dans Mystères ou Arnaques ? Paris : Fluide glacial, coll. "Les Folles Anecdotes de l'Histoire", 05/2025, p. 26-31.  (ISBN 979-10-382-0808-7)

#### Ouvrages
- (en) Bert Janssen, The Hypnotic Power of Crop Circles, Enkhuizen, Adventures Unlimited Press, 2004, 132 p. (ISBN 1-931882-34-7, OCLC 58448354)
- Nicolas Montigiani, Crop circles : manœuvres dans le ciel, Chatou, éditions Carnot, « Orbis enigma », 2003.  (ISBN 2-84855-000-7)
- Umberto Molinaro, Des cercles dans la nuit : voyage initiatique au pays des crop circles.
  - Première édition française : Umberto Molinaro, Wattignies, 2006, 256 p.  (ISBN 2-9527253-0-6).
  - Réédition française: Montlaur, éditions Équilibre, 2007, 319 p.  (ISBN 978-2-916008-13-4).
  - Première édition canadienne : éditions Cœur de Phénix, Rosemère, 2007, 319 p.  (ISBN 978-2-923524-18-4).
- Eltjo Haselhoff, Les cercles dans les blés et leurs mystères : recherches scientifiques et légendes (traduit de l'anglais par Jean-Daniel Pellet), Lausanne et Paris, éditions Favre, 2002, 157 p.  (ISBN 2-8289-0710-4). Traduit depuis l'ouvrage original « The deepening complexity of crop circles: scientific research & urban legends ».
- (en) Judith K. Moore et Barbara Lamb, Crop Circle Revealed : Language of the Light Symbols, Flagstaff, Light Technology Publications, 2001, 263 p. (ISBN 1-891824-32-5, OCLC 48849622, lire en ligne)
- (en) Ralph Noves et Busty Taylor (photographe), The Crop Circle Enigma : A Range of Viewpoints, Bath, Gateway (Centre d'études des agroglyphes), 1990, 192 p. (ISBN 0-946551-66-9, OCLC 22306905)
- Philippe Messina, Dominique Thomas (textes), Steve Alexander (photographie), Crop Circles : Mandalas des Champs, Montpellier, éditions Gange, coll. « Arc-en-ciel », 2004, 27 + 150 p.  (ISBN 2-911096-19-3).
- Michael Hesemann, Messages : L'énigme des Crops Circles (traduit de l'anglais par Christian Muguet), éditions Trajectoire, Paris, 2003, 311 p. + 64 p. de planches illustrées  (ISBN 2-84197-260-7).
- Colin Andrews, Crop Circles, signes et contacts (avec la participation de Stephen J. Spignesi ; traduit de l'américain par Laurence Le Charpentier), Neuilly-sur-Seine, éditions Exclusif, 2007, 255 p. + 16 p. de planches illustrées  (ISBN 978-2-8489-1064-2).
- Werner Anderhub et Hans Peter Roth, Le mystère des Crop Circles, Éditions Véga, 2003  (ISBN 2858293414)

#### Articles
- Le mystère des crop-circles, Cercle zététique, Eric Maillot, 11 novembre 2002.
- Crop circles, les extra-terrestres sont-ils des artistes, Futura-Sciences, 11 juillet 2007.
- Grède, G. (2004), Agroglyphe : les « pères » d’Oreye, dans Inforespace, no 109, pp. 8-12.
- Francine Cordier et Patrice Seray, « Les crops circles : le mythe perdure... un peu ! », Science et pseudo-sciences, no 326,‎ octobre/décembre 2018, p. 54-58.
- (en) Nickell, J. (2002). « Circular Reasoning: The 'Mystery' of Crop Circles and Their 'Orbs' of Light » Skeptical Inquirer.
- (en) Levengood, W. C., & Talbott, N. P. (1999) « Dispersion of energies in worldwide crop formations » Physiol. Plant., no 105, pp. 615-624.
- (en) Haselhoff, E. H. (2001) « Comment to Physiol Plant. no 105, pp. 615-624 » Physiol. Plant., no 111, pp. 123-125.